# Ecgberht Ier (roi de Northumbrie)
Pour les articles homonymes, voir Egbert.
Ecgberht Ier (mort en 873) est roi de la moitié septentrionale de la Northumbrie de 867 à 872.

## Biographie
Selon Siméon de Durham, Ecgberht monte sur le trône en 867, après la mort des rois Ælle et Osberht devant York contre la Grande Armée. Il règne nominalement sur la moitié de la Northumbrie au nord du Tyne (l'ancienne Bernicie) sous la dépendance danoise jusqu'en 872, année où il est chassé de son royaume avec l'archevêque d'York Wulfhere. Il meurt l'année suivante. Ricsige lui succède.